# Sucessão jacobita
Sucessão jacobita é uma linha de sucessão da Casa de Stuart ao trono britânico, interrompida quando da deposição de Jaime II em 1688. Jaime II era declaradamente católico romano e possuía alegadamente inspirações de governar o país aos moldes do reinado de Luís XIV de França, seu primo. Em meio a uma forte tensão político, o Parlamento inglês depôs o monarca e autorizou a ascensão de Maria II e Guilherme III.
Desde a deposição de Jaime II, a Casa de Stuart perdeu o poder no continente, reivindicando naturalmente o trono britânico, ora com apoio de nações católicas como França e Espanha. Nas Ilhas Britânicas, os apoiadores dos Stuart basearam-se principalmente em Irlanda e Gales, apesar de alguns pequenos grupos na Inglaterra. Após a morte do último descendente de Jaime II, Henrique Benedito Stuart, em 1807, a sucessão ao trono passou à Casa de Saboia, em seguida à Habsburgo-Este e, finalmente, recaiu sobre a Casa de Wittelsbach.

## Lista de pretendentes jacobitas

### Casa de Stuart
| Nome                                                                         | Retrato | Nascimento             | Consorte                  | Morte                  | Ref   |
| ---------------------------------------------------------------------------- | ------- | ---------------------- | ------------------------- | ---------------------- | ----- |
| Jaime II 11 de dezembro de 1688 – 16 de setembro de 1701                     |         | 14 de dezembro de 1633 | Ana Hyde Maria de Módena  | 16 de setembro de 1701 | [ 1 ] |
| Jaime Francisco Eduardo Stuart 16 de setembro de 1701 – 1 de janeiro de 1766 |         | 10 de junho de 1688    | Maria Clementina Sobieska | 1 de janeiro de 1766   | [ 2 ] |
| Carlos Eduardo Stuart 1 de janeiro de 1766 – 31 de janeiro de 1788           |         | 31 de dezembro de 1720 | Louise de Stolberg-Gedern | 31 de janeiro de 1788  | [ 3 ] |
| Henrique Benedito Stuart 31 de janeiro de 1788 – 13 de julho de 1807         |         | 11 de março de 1725    | –                         | 13 de julho de 1807    |       |

### Casa de Saboia
| Nome                                                         | Retrato | Nascimento            | Consorte                     | Morte                  | Ref |
| ------------------------------------------------------------ | ------- | --------------------- | ---------------------------- | ---------------------- | --- |
| Carlos Emanuel IV 13 de julho de 1807 – 6 de outubro de 1819 |         | 24 de maio de 1751    | Maria Clotilde de França     | 6 de dezembro de 1819  |     |
| Vítor Emanuel I 6 de outubro de 1819 – 10 de janeiro 1824    |         | 24 de julho de 1759   | Maria Teresa de Áustria-Este | 10 de janeiro de 1824  |     |
| Maria Beatriz 10 de janeiro 1824 – 15 de setembro de 1840    |         | 6 de dezembro de 1792 | Francisco IV de Módena       | 15 de setembro de 1840 |     |

### Casa da Áustria-Este
| Nome                                                                    | Retrato | Nascimento         | Consorte             | Morte                  | Ref |
| ----------------------------------------------------------------------- | ------- | ------------------ | -------------------- | ---------------------- | --- |
| Francisco V 15 de setembro de 1840 – 20 de novembro de 1875             |         | 1 de junho de 1819 | Aldegunda da Baviera | 20 de novembro de 1875 |     |
| Maria Teresa Henriqueta 20 de novembro de 1875 – 3 de fevereiro de 1919 |         | 2 de julho de 1849 | Luís III da Baviera  | 3 de fevereiro de 1919 |     |

### Casa de Wittelsbach
| Nome                                                            | Retrato | Nascimento          | Consorte                                                        | Morte               | Ref |
| --------------------------------------------------------------- | ------- | ------------------- | --------------------------------------------------------------- | ------------------- | --- |
| Ruperto da Baviera 3 de fevereiro de 1919 – 2 de agosto de 1955 |         | 18 de maio de 1869  | Maria Gabriela da Baviera Antonieta de Luxemburgo               | 2 de agosto de 1955 |     |
| Alberto da Baviera 2 de agosto de 1955 – 8 de julho de 1996     |         | 3 de maio de 1905   | Maria Draskovich von Trakostjan Maria-Jenke Keglevich von Buzin | 8 de julho de 1996  |     |
| Francisco da Baviera 8 de julho de 1996 – presente              |         | 14 de julho de 1933 | –                                                               |                     |     |